# Abbey Caldwell
Abbey Caldwell (* 3. Juli 2001 in Warrandyte) ist eine australische Leichtathletin, die sich auf den Mittelstreckenlauf spezialisiert hat.

## Sportliche Laufbahn
Erste internationale Erfahrungen sammelte Abbey Caldwell im Jahr 2018, als sie bei den U20-Weltmeisterschaften in Tampere mit 4:24,65 min in der ersten Runde im 1500-Meter-Lauf ausschied. Bei den Crosslauf-Weltmeisterschaften 2019 in Aarhus gelangte sie mit 24:12 min auf den 72. Platz im U20-Rennen und 2022 siegte sie in 4:09,07 min beim Melbourne Track Classic. Anschließend siegte sie in 4:04,18 min beim USATF Distance Classic und gewann bei den Ozeanienmeisterschaften in Mackay in 4:12,62 min die Silbermedaille hinter ihrer Landsfrau Claudia Hollingsworth. Daraufhin startete sie bei den Commonwealth Games in Birmingham und gewann dort in 4:04,79 min die Bronzemedaille über 1500 Meter hinter der Schottin Laura Muir und Ciara Mageean aus Nordirland. Bei den Crosslauf-Weltmeisterschaften 2023 in Bathurst gewann sie in 23:26 min gemeinsam mit Oliver Hoare, Jessica Hull und Stewart McSweyn die Bronzemedaille in der Mixed-Staffel hinter den Teams aus Kenia und Äthiopien. Anschließend siegte sie in 1:58,62 min im 800-Meter-Lauf beim Sydney Track Classic. Im August schied sie bei den Weltmeisterschaften in Budapest mit 1:59,05 min im Halbfinale über 800 Meter sowie mit 3:59,79 min auch über 1500 Meter aus. Im Jahr darauf schied sie bei den Olympischen Sommerspielen in Paris mit 1:58,52 min im Halbfinale über 800 Meter aus.
2025 schied sie bei den Hallenweltmeisterschaften in Nanjing mit 2:05,15 min in der Vorrunde über 800 Meter aus.
2022 wurde Caldwell australische Meisterin im 1500-Meter-Lauf.

## Persönliche Bestleistungen
- 800 Meter: 1:58,48 min, 16. Juli 2023 in Chorzów
  - 800 Meter (Halle): 2:05,15 min, 21. März 2025 in Nanjing
- 1000 Meter: 2:34,63 min, 4. August 2023 in Bern (Ozeanienrekord)
- 1500 Meter: 3:59,79 min, 20. August 2023 in Budapest
- Meile: 4:20,51 min, 21. Juli 2023 in Monaco
- 3000 Meter: 8:51,49 min, 14. Dezember 2024 in Melbourne